# André Spitzer
André Spitzer (hebräisch אנדרי שפיצר; * 4. Juli 1945 in Timișoara, Rumänien; † 6. September 1972 in Fürstenfeldbruck) war Fechtmeister und Trainer der israelischen Fechtmannschaft bei den Olympischen Sommerspielen 1972. Er war einer der elf Sportler und Trainer, die beim Münchner Olympia-Attentat von palästinensischen Terroristen als Geiseln genommen und anschließend ermordet wurden.

## Leben
Spitzer war in Rumänien geboren worden und wanderte 1964 in die Niederlande aus, um dort als Fechttrainer zu arbeiten. Er verliebte sich in eine seiner Studentinnen, Ankie, und sie heirateten 1971. Sie zogen nach Israel, wo André Spitzer eine nationale Fechtakademie gründete. Seine Tochter Anouk wurde nur wenige Monate vor den Olympischen Spielen geboren. Die Spitzers reisten mit der israelischen Mannschaft nach München und ließen ihre Tochter bei den Großeltern in den Niederlanden.
Während der Spiele mussten die Spitzers in die Niederlande zurückkehren, weil ihre Tochter ins Krankenhaus musste. André verpasste seinen Zug zurück nach München, doch seine Frau fuhr ihn schnell genug nach Eindhoven, damit er doch noch weiter bei den Spielen dabei sein konnte.
Etwa vier Stunden nachdem Spitzer angekommen war, drangen die Terroristen in die Quartiere der israelischen Mannschaft ein und töteten den Trainer Mosche Weinberg und den Gewichtheber Josef Romano. Spitzer wurde mit acht seiner Mannschaftskollegen als Geiseln genommen. Er wurde einmal während der Geiselnahme gesehen, als er am Fenster stand und mit den Unterhändlern sprach.
Nach 20 Stunden Verhandlungen wurden die Geiselnehmer und Geiseln mit einem Hubschrauber nach Fürstenfeldbruck geflogen. Dort sollte ein Flugzeug bereitstehen, um die Terroristen nach Ägypten auszufliegen. Stattdessen unternahmen die Bayerische Grenzpolizei und die Münchener Polizei einen schlecht vorbereiteten und chaotisch durchgeführten Geiselbefreiungsversuch. Nach zwei Stunden Beschuss musste Spitzer hilflos zusehen, wie vier seiner Mannschaftskollegen im Hubschrauber erschossen wurden und anschließend durch die Detonation einer Granate der Terroristen verbrannten. Kurz danach wurden Spitzer und die anderen vier Geiseln von den Terroristen erschossen. Fünf Terroristen und ein Münchener Polizist wurden ebenfalls in dem Schusswechsel getötet.

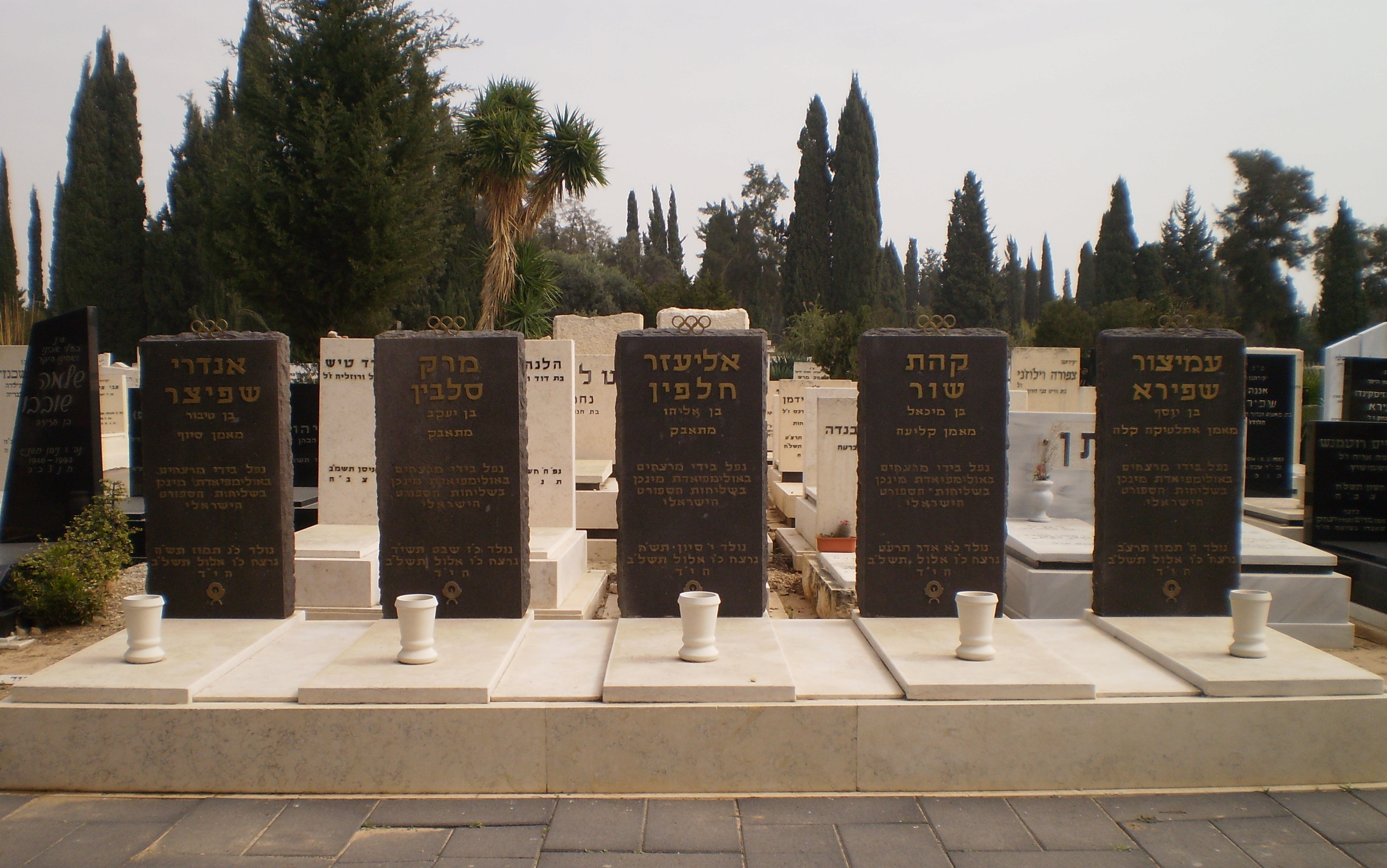
Grabstätte auf dem Friedhof von Kiryat Shaul in Tel Aviv; Israel. (erstes Grab von links)

André Spitzer wurde mit vier seiner Mannschaftskollegen auf dem Friedhof Kiryat Shaul in Tel Aviv beigesetzt. Ankie Spitzer leitete eine Initiative, die die deutsche Regierung zu einem Schuldeingeständnis für die fehlgeschlagene Befreiungsaktion bewegen sollte. Ankie Spitzer heiratete später erneut und ist Korrespondentin für das niederländische Fernsehen in Israel. Sie war neben Ilana Romano, der Witwe Josef Romanos, treibende Kraft bei der Errichtung einer Gedenkstätte für die Opfer des Olympia-Attentats im September 2017.